# Gerechtsdeskundige
De gerechtsdeskundige is in de rechtspraak en rechtsleer, door zijn kunde, in feite een getuige-deskundige. Hij is gespecialiseerd in een bepaald domein (bijvoorbeeld gerechtelijke geneeskunde, psychiatrie, ballistiek, informatica enz.) en de vaststellingen die hij tijdens zijn deskundigenonderzoek doet, hebben een authentieke bewijswaarde. De deskundige wordt gevraagd uitspraak te doen over een technisch aspect van de zaak, hij mag geen juridische gevolgtrekkingen maken uit zijn vaststellingen. Dit is het principe van techniciteit.

## België
In België is de gerechtsdeskundige een door de minister van Justitie benoemde deskundige die is opgenomen in het nationaal register voor gerechtsdeskundigen. Derhalve zijn gerechtsdeskundigen gerechtigd de titel van gerechtsdeskundige te dragen en bevoegd om gerechtelijke deskundigenopdrachten te aanvaarden en uit te voeren.

### Kandidatuur
De kandidaat die voldoet aan de in artikel 991quater van het Gerechtelijk Wetboek gestelde voorwaarden om opgenomen te worden in het nationaal register (het zijn er 8), legt een mondelinge eed af. Dit doet hij bij de eerste voorzitter van het hof van beroep van het rechtsgebied waar hij zijn gerechtsdeskundige beroepsactiviteit uitoefent. Wordt de beroepsactiviteit uitgeoefend binnen een vennootschap, dan wordt de eed afgelegd in het rechtsgebied van de maatschappelijke zetel of van de hoofdplaats van vestiging van de vennootschap. De eed geldt voor alle opdrachten die nadien aan de betrokkene in zijn hoedanigheid van gerechtsdeskundige zullen worden toevertrouwd en luidt respectievelijk in het Nederlands, Frans en Duits als volgt:
"Ik zweer dat ik mijn opdracht in eer en geweten, nauwgezet en eerlijk zal vervullen."
"Je jure que je remplirai ma mission en honneur et conscience, avec exactitude et probité"
"Ich schwöre, dass ich den mir erteilten Auftrag auf Ehre und Gewissen genau und ehrlich erfüllen werde".
Het afleggen van deze eed is voorgeschreven op straffe van nietigheid.

### Strafzaken
In strafzaken wordt aangenomen dat de procureur des Konings, de onderzoeksrechter en de onderzoeksgerechten (raadkamer en kamer van inbeschuldigingstelling) bevoegd zijn een gerechtsdeskundige aan te stellen om een deskundigenonderzoek te voeren in een bepaalde zaak.
Artikel 646 (het laatste artikel) van het Wetboek van Strafvordering, ingevoerd bij de Wet van 10 april 2014 tot wijziging van verschillende bepalingen met het oog op de oprichting van het nationaal register voor gerechtsdeskundigen, bepaalt dat de artikelen 991ter tot en met 991undecies van het Gerechtelijk Wetboek van toepassing zijn op gerechtsdeskundigen in strafzaken.
De artikelen 962 en volgende van het Gerechtelijk Wetboek zijn echter niet van toepassing op het deskundigenonderzoek dat tijdens het vooronderzoek (gerechtelijk of opsporings) bevolen is.

#### Deskundigenverslag
Het deskundigenverslag is het document dat de vaststellingen van de gerechtsdeskundige tijdens zijn deskundigenonderzoek vastlegt. Het deskundigenonderzoek gevoerd tijdens het vooronderzoek is ontegensprekelijk uitgevoerd. Dit houdt evenwel geen schending van artikel 6.1 EVRM (recht op tegenspraak) in, aangezien de partijen het deskundigenonderzoek vrij kunnen bespreken tijdens de debatten ter terechtzitting voor de rechter. Het deskundigenonderzoek gevoerd tijdens het vooronderzoek is dus niet-tegensprekelijk uitgevoerd (het vooronderzoek is immers geheim), maar de partijen kunnen het wél tegenspreken.
Is het deskundigenonderzoek gevoerd tijdens de fase van de terechtzitting, dan is het wel tegensprekelijk uitgevoerd. Indien dit niet zo is, is art. 6.1 EVRM geschonden (volgens het Grondwettelijk Hof). Het Hof van Cassatie sluit zich aan bij deze redenering, in zoverre het gaat over burgerlijke belangen en niet uitsluitend over de strafvordering.
Het deskundigenverslag bestaat enerzijds uit de feitelijke vaststellingen van de gerechtsdeskundige en zijn advies (~conclusie) anderzijds. De feitelijke vaststellingen genieten van een authentieke bewijswaarde, het advies niet.

### Burgerlijke zaken
In tegenstelling tot het deskundigenonderzoek in strafzaken, is het deskundigenonderzoek in burgerlijke zaken wél tegensprekelijk uitgevoerd. De partijen zijn aanwezig tijdens het deskundigenonderzoek.
Het onderscheid tussen burgerlijke en strafzaken is volgens het Grondwettelijk Hof gerechtvaardigd, daar het objectieve criteria hanteert en een legitiem doel nastreeft.

## Nederland
In Nederland is de officiële term 'gerechtelijk deskundige'. Tot 2005 bestond er geen register van gerechtelijk deskundigen in Nederland, en was de rechter vrij om een deskundige te zoeken en zich te overtuigen van de daadwerkelijke deskundigheid van die persoon. In september 2000 hield professor Hans Crombag, rechtspsycholoog en voormalig hoogleraar aan de Universiteit Maastricht, een afscheidsrede genaamd 'Rechters en Deskundigen', waarin hij aankaartte dat het zeer wenselijk zou zijn als de rechterlijke macht zou kunnen putten uit een speciaal register van gerechtelijk deskundigen. Sinds 2004 is er aan de Universiteit Leiden een opleiding tot gerechtelijk deskundige, en in 2005 is de Stichting Landelijk Register van Gerechtelijke Deskundigen opgericht, die het register beheert en de toelating daartoe regelt. In het register zijn deskundigen opgenomen uit zeer uiteenlopende vakgebieden, met name binnen het domein van het civiel- en bestuursrecht.
In 2010 trad de Wet deskundige in strafzaken in werking, en daarbij werd tegelijk door het ministerie van Veiligheid en Justitie het Nederlands Register Gerechtelijk Deskundigen (NRGD) ingesteld. Anno 2016 was dat register nog slechts zeer ten dele gevuld, en alleen nog op het gebied van het strafrecht.
Los van deze algemene registers bestaan er nog enkele deskundigenregisters, waaronder de DOBS (Stichting Deskundigen Onteigening en Bestuursrechtelijke Schadevergoeding): Deze stichting beheert sinds 2015 een register van deskundigen op het gebied van onteigening, planschade en aanverwante rechtsgebieden.